# Lazare Carnot
Lazare-Nicolas-Marguerite Carnot (13. května 1753 Nolay – 2. srpna 1823 Magdeburk) byl francouzský politik, vědec, pevnostní stavitel a generál. Zcela mimořádné jsou jeho zásluhy organizátorské při reformách armády – byly hlavní příčinou záchrany francouzské revoluce proti zahraniční intervenci a plným právem tak obdržel Carnot čestný titul „Organizátor vítězství“. 
Je jedním ze 72 významných mužů, jejichž jméno je zapsáno na Eiffelově věži v Paříži.

## Život

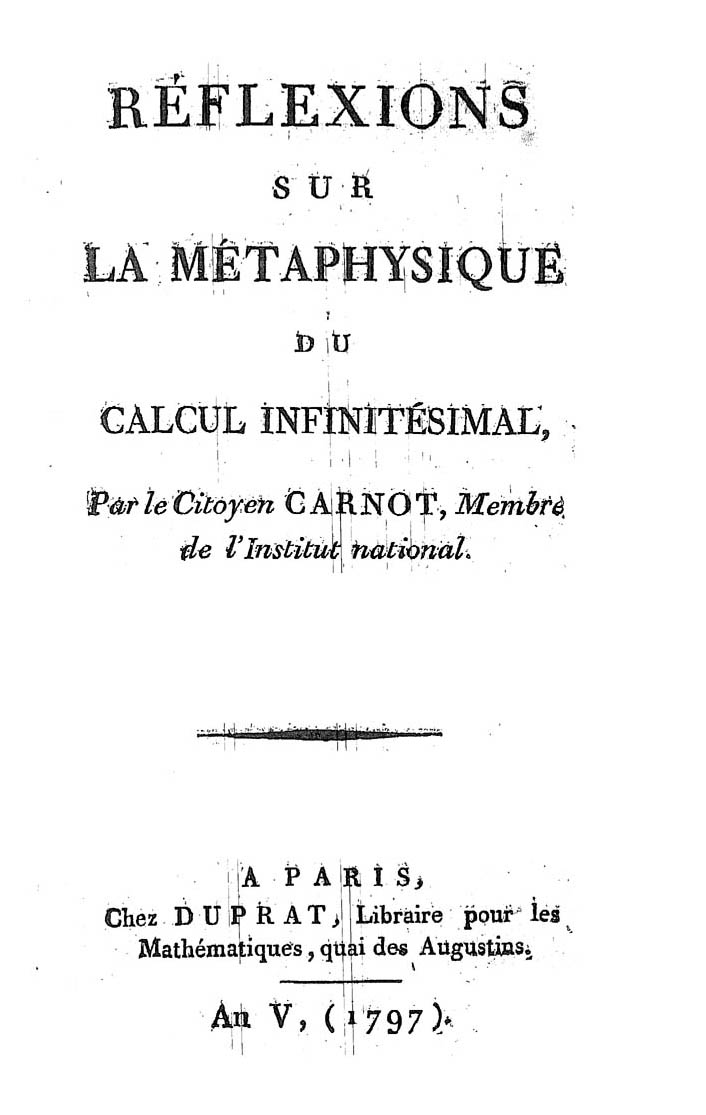
Réflexions sur la métaphysique du calcul infinitésimal, 1797

Lazare Carnot se narodil ve středostavovské rodině města Nolay v Burgundsku (nyní departement Côte-d'Or). Otec se jmenoval Claude Carnot a matka Claude-Marie Carnot-Feulins. Již od dětství projevoval nadání, zejména v oblasti techniky a matematiky a proto studoval slavnou inženýrskou školu v Mézières. Tam byl jeho učitelem nejslavnější geometr tehdejší doby Gaspard Monge. Školu absolvoval roku 1773 a poté byl ženijním důstojníkem královské armády. Nadání se projevilo a Lazare pomalu stoupal v žebříčku hodností. Roku 1783 byl kapitánem. Sloužil v četných posádkách (Calais, Cherbourg, Béthune) a po přeložení do Arrasu se seznámil s Maximilienem Robespierrem, který zásadně ovlivnil jeho světonázor a po vypuknutí revoluce se Carnot stal nadšeným příznivcem nových myšlenek. Roku 1791 se stal poslancem Ústavodárného shromáždění a byl i poslancem Konventu, který se poprvé sešel 21. září 1792. V něm Carnot hlasoval 15. ledna 1793 pro smrt krále.
Od 4. srpna 1793 byl členem Výboru pro všeobecnou bezpečnost a zde zodpovídal za otázky armády (vykonával de facto funkci ministra války). V této funkci měl zásadní zásluhy na zvýšení úderné síly armády. Zcela reorganizoval armádu a odvodní systém zavedením branné povinnosti (23. srpna 1793) každého muže ve věku 18 až 25 let (levée en masse), provedl čistky v důstojnickém sboru (kromě šlechticů vyřadil všechny důstojníky, kteří neuměli číst a psát), nařídil promíchání dobrovolníků s vojáky, prováděl četné inspekční cesty a založil topografickou kancelář, která byla určitým předchůdcem generálního štábu. Robespierrova vláda teroru však byla proti jeho přesvědčení a proto se podílel na jeho pádu (27. července 1794). Přestože na něm lpělo odium předchozí úzké spolupráce s Robespierrem, sám nebyl souzen a naopak pro svou odbornost byl již 26. září 1795 zvolen členem Direktoria, kde mu byla opět svěřena agenda armády. Tento post zastával dva roky, ale po převratu 18. fructidoru (4. září 1797) abdikoval a byl nucen emigrovat do tehdy ještě nezávislého Švýcarska, kde krátce žil v Ženevě, poté pobýval v Bavorsku (Augsburg, Norimberk). Do Francie se vrátil až po 18. brumairu VIII (9. listopadu 1799). Napoleon Bonaparte jej jmenoval 2. dubna 1800 ministrem války, ale po několika měsících Carnot odstoupil a zastával jen nevýznamný post jako člen tribunátu. Tam hlasoval proti doživotní konzulské funkci pro Napoleona a později i proti zřízení císařství a stáhl se z politického života.
Věnoval se vědecké činnosti. V době ohrožení Francie spojenci roku 1814 nabídl opět své služby Napoleonovi, který jej s otevřenou náručí přijal a povýšil do hodnosti divizního generála. Jako odborníka opevňovacích prací jej pověřil obranou Antverp, obležených Prusy a později Brity. Carnot se úkolu zhostil a kapituloval až po pádu Napoleona. Za restaurace Bourbonů se Carnot opět stáhl do soukromí, ale během Sta dnů jej Napoleon jmenoval pairem, povýšil jej do šlechtického stavu s titulem hrabě a pověřil jej řízením ministerstva vnitra. Po bitvě u Waterloo (14. června 1815) byl ještě krátce členem prozatímní vlády, ale pak před hněvem Bourbonů byl nucen opět emigrovat. 
S pomocí cara Alexandra I. žil ve Varšavě, ale brzy přesídlil do Pruska, kde se usadil v Magdeburku a byl poradcem pruské vlády v otázkách vojenského školství a pevnostního stavitelství. V Magdeburku vysoce vážen se věnoval dále vědecké činnosti a tam též zemřel. Pochován byl nejprve v Německu, ale roku 1889 francouzská vláda při příležitosti stého výročí revoluce vyzvedla slavnostně jeho ostatky a přenesla je do Pantheonu v Paříži, kde spočívají dodnes.

## Vědecká činnost
Lazare Carnot byl jedním z nejvýznamnějších matematiků-inženýrů své doby, zejména však vědecky pracoval v geometrii. V projektivní geometrii (speciálněji pak v eukleidovské geometrii a trigonometrii) je dodnes známá a významná Carnotova věta o transversále trojúhelníka, která zobecňuje důležitou Menelaovu větu pro případ transversály, tvořené obecnou rovinnou křivkou namísto přímkou. Často bývá s jeho jménem spojovaná i jiná „Carnotova věta“ v trigonometrii, spojující poloměry kružnice opsané a vepsané trojúhelníku. (Neplést tyto geometrické věty s Carnotovou větou v termodynamice, která souvisí s prací jeho syna – fyzika Sadi Carnota). Byl však i nejvýznamnějším odborníkem pevnostního stavitelství (Carnotova zeď, Carnotova kasemata). Jak v oboru matematiky a mechaniky, tak v oblasti stavitelství uveřejnil řadu odborných článků a monografií, které byly vysoce ceněny a ještě za Carnotova života překládány do světových jazyků. Další práce byly věnovány politice a pokoušel se i o krásnou literaturu (poesie). 

## Potomci
Jeho syn Nicolas Léonard Sadi Carnot (1796–1832) se stal též slavným vědcem a je považován za zakladatele termodynamiky (Carnotův cyklus), jeho další syn Hypolyte Carnot (1801–1888) byl známým francouzským politikem a jeho vnuk Marie François Sadi Carnot (1838–1894) byl zvolen roku 1887 prezidentem Francie.